# Bellenberg (Horn-Bad Meinberg)
Bellenberg ist ein Ortsteil der Stadt Horn-Bad Meinberg im Kreis Lippe in Nordrhein-Westfalen. Das Landschaftsschutzgebiet Heckenlandschaft Bellenberg-Nord grenzt nördlich an die Ortsbebauung und das Landschaftsschutzgebiet Kerbtal südwestlich Bellenberg liegt nah am Ort.

## Geschichte

### Ortsname
Bellenberg wurde erstmals 1507 als Bellintrupp im Landschatzregister schriftlich erwähnt.
Folgende Schreibweisen sind ebenfalls belegt: Bellentruppe (1523), Bellenberge (1525), Bellenberghe (1545, im Landschatzregister), Bellenberch (1562) und Bellenberg (ab 1620).

### Frühzeit
Die Gegend wurde schon früh besiedelt, was Hünengräber auf den naheliegenden Bergen bezeugen.

### 20. Jahrhundert
Am 1. April 1921 wurde die Gemeinde Bellenberg-Vahlhausen aufgelöst und auf die neuen Gemeinden Bellenberg und Vahlhausen bei Horn aufgeteilt. Beide gehörten dem Amt Horn an.
Im Jahr 1949 wurde die Freilichtbühne Bellenberg gegründet.
Am 1. Januar 1970 wurde Bellenberg in die neue Gemeinde Bad Meinberg-Horn eingegliedert. Diese wurde bereits am 10. September 1970 in Horn-Bad Meinberg umbenannt. 1973 wurden nach dem Bielefeld-Gesetz die Kreise Detmold und Lemgo aufgelöst und zum neuen Kreis Lippe zusammengefasst.